# Porphy no Nagai Tabi
Porphy no Nagai Tabi (яп. ポルフィの長い旅, Поруфі но наґаі табі, укр. Довга мандрівка Порфі) — аніме-серіал, створений студією Nippon Animation у 2008 році за мотивами роману «Сироти Сімітри» (фр. Les Orphelins de Simitra) французького письменника Поля-Жака Бонзона. Є частиною серії «Кінотеатр світових шедеврів».

## Сюжет
Порфірас Патагос або просто Порфі — грецький хлопчик дванадцяти років, який живе зі своїми батьками та молодшою сестрою Міною в селі Сімітра, за декілька миль від Яніни. Він успадкував інтерес до автомобілів від свого батька, і сподівається одного разу попрацювати на бензонасосі в маленькій майстерні, яку його батько побудував біля будинку.
Мрії Порфі руйнуються потужним землетрусом, який обрушився на Сімітру, унаслідок якого гинуть обоє батьків. Порфі і Міна залишаються зовсім самі на світі, через що Мина впадає в депресію і незабаром зникає. Порфі впадає в розпач, тому що Міна — єдина близька йому людина, і вирішує відправитися в подорож через Італію та Францію на пошуки своєї сестри. Усе, що у нього є, — це фотографія Міни і той факт, що Мина пристрасно любила співати та мріяла стати співачкою.
У цій тривалій подорожі, яка триватиме п'ять місяців, Порфі переживе важкі часи, захопливі пригоди і зустріне багато людей, як добрих, так і злих.

## Персонажі
Порфірас «Порфі» Патагос (яп. ポルフィラス「ポルフィ」パタゴス, Поруфірасу «Поруфі» Патаґосу)
Головний герой. 12 років. Любить автомобілі. Мріє в майбутньому працювати в майстерні свого батька.
Маріна «Міна» Патагос (яп. マリーナ「ミーナ」パタゴス, Марі:на «Мі:на» Патаґосу)
Молодша сестра Порфі. 10 років. Гарно малює і готує. Мріє стати співачкою.
Кристофор Патагос (яп. クリストフォール・パタゴス, Курісутофо:ру Патаґосу)
Батько Порфі та Міни. Добрий і справедливий. Любить автомобілі і вміє їх ремонтувати. Осиротів у ранньому віці, що стало причиною його бідності, через яку батьки Анеки були проти їхнього шлюбу. Відкрив поруч з будинком ремонтну майстерню.
Анек Патагос (яп. アネーク・パタゴス, Ане:ку Патаґосу)
Мати Порфі і Міни. Гарно готує, особливо пиріг з сиром з козячого молока. Народилася і виросла в місті, але пішла з дому, тому що її сім'я була проти шлюбу з Кристофором.
Заїміс (яп. ザイミス, Дзаімісу)
Друг Порфі. 12 років. Через те, що він є єдиною дитиною в сім'ї, заздрить Порфі, в якого є сестра. Дізнавшись про вагітність своєї матері, він щиро сподівався на народження сестри або брата і питав поради у Порфі про те, як стати хорошим старшим братом. Після того, як у нього народилася сестричка Елпіда, він дуже дбав про неї.